# Bracketing (Nautik)
Als Bracketing (engl. einklammern, eingabeln) wird in der nautischen Navigation ein Verfahren bezeichnet, mit dem man die Versegelungs-Korrektur von Messungen zu Gestirnen oder Landmarken vermeiden kann.
Misst man bei der astronomischen Ortsbestimmung mit dem Sextanten die Höhenwinkel zu zwei Gestirnen A und B, muss die zweite Messung auf den Zeitpunkt der ersten reduziert werden (Einfluss der inzwischen zurückgelegten Wegstrecke). Wird hingegen der erste Stern nochmals beobachtet (A-B-A) und die Standlinie mit der ersten gemittelt, ist der Einfluss der Wegstrecke (eben die Versegelung) weitgehend eliminiert. Diese „Klammer“ (engl.: bracket) funktioniert ausreichend genau bis zu Zeitdifferenzen von 3 bis 5 Minuten (üblicherweise dauert eine Messung maximal 1 bis 2 Minuten).
Ähnlich geht man vor, wenn man in Küstennähe zwei Landmarken peilt, um die Schiffsposition auf der Seekarte durch den Schnitt zweier Geraden zu bestimmen (terrestrische Navigation). Die erste Landmarke wird ein zweitesmal angepeilt und gemittelt, woraus sich der Schiffsort zur mittleren Zeit der 3 Messungen ergibt.
In der Funknavigation wird als Bracketing eine einfache Methode zur Berücksichtigung der Abdrift bezeichnet. Beim Kurs auf ein VOR-Drehfunkfeuer ändert sich dessen Peilung laufend wegen des Seitenwindes. Man ändert den Kurs dann etwa doppelt so stark in die andere Richtung, bis die Peilung „steht“. Dann bewegt sich das Flugzeug bzw. Schiff genau auf das Funkfeuer zu, während seine Längsachse genau um den Driftwinkel davon abweicht.
Literatur
- Benjamin Dutton: Navigation and Nautical Astronomy, Chapter IX (Celestial Observations). 10th Edition, US Naval Institute, Maryland 1951
- Aviation Handbook, VOR-Navigation